# Husinec (districtul Praga-Est)
Husinec este o comună și un sat din districtul Praga-Est din regiunea Boemia Centrală din Republica Cehă. Are aproximativ 1.500 de locuitori și se întinde de-a lungul râului Vltava, nu departe de Praga și Roztoky, la aproximativ doisprezece kilometri nord de centrul capitalei cehe.
Comuna are două părți administrative, Husinec și Řež. În nordul satului Řež, în vale, se află campusul ÚJV Řež (fostul Institutul de Cercetări Nucleare) cu sediul unui număr de instituții și companii științifice și de inginerie. Un pod pietonal (sau o pasarelă) duce dinspre campus spre gara Řež. În Řež există și un oficiu poștal și capela Sf. Venceslau. În partea de est a comunei se află cariera Klecany.

## Părți administrative
Satul Řež este o parte administrativă a lui Husinec. Husinec și Řež formează împreună un singur teritoriu cadastral, Husinec u Řež. Satul Husinec se află la est de Řež. Cele mai multe dintre clădirile comunale din Husinec se află astăzi pe teritoriul satului Řež.

## Geografie
Husinec este situat la aproximativ 6 kilometri nord de Praga. Se află în Podișul Praga și este situat într-un meandru al râului Vltava, parțial în valea râului și parțial pe un promontoriu deasupra văii.
Comuna este cunoscută pentru temperaturile sale medii ridicate, care sunt cauzate de relieful specific al peisajului și de condițiile naturale ale văii râului. Aici prosperă plantele rezistente la secetă și la căldură, tipice climatelor subtropicale. La 19 iunie 2022, aici a fost înregistrată cea mai mare temperatură din luna iunie din Republica Cehă, și anume 39,0 °C (102,2 °F). 

## Nume
Numele satului este derivat dintr-un nume comun care denotă locul în care se reproduceau gâștele. De-a lungul timpului, acest nume a fost transferat întregii comune, iar o gâscă apare și pe stema comunei.
În izvoarele istorice, Husinec apare sub următoarele forme: Guscinec (în jurul anului 1227), Gusinech (1233), Hussinecz (1403) și Husynecz (1631).

## Istorie
Prima mențiune scrisă despre Husinec este într-un act al regelui Ottokar I al Boemiei din 1227, iar satul Řež a fost menționat pentru prima dată într-un act al ducelui Vratislaus I⁠(d) din 1088.
Comuna a fost lovită de inundațiile din Europa din 2002.

## Transporturi
Comuna este deservită de stația de tren Řež aflată pe linia de cale ferată de la Praga la Kralupy nad Vltavou⁠(d); însă această stație este situată pe malul celălalt al râului Vltava, în afara teritoriului comunal.

## Știință
Institutul de Fizică Nucleară al Academiei Cehe de Științe a fost înființat în Řež în 1955. Din 2007, acesta este o instituție publică de cercetare (aici se află campusul ÚJV Řež).

## Obiective turistice
În comună nu se găsesc monumente culturale protejate.

## Galerie de imagini

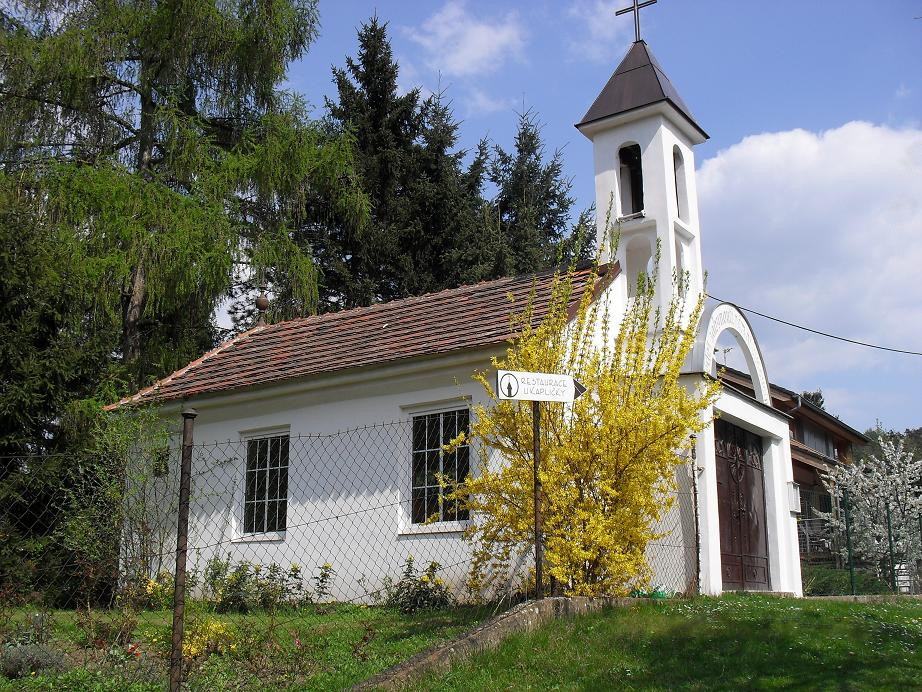
Capela Sf. Venceslau
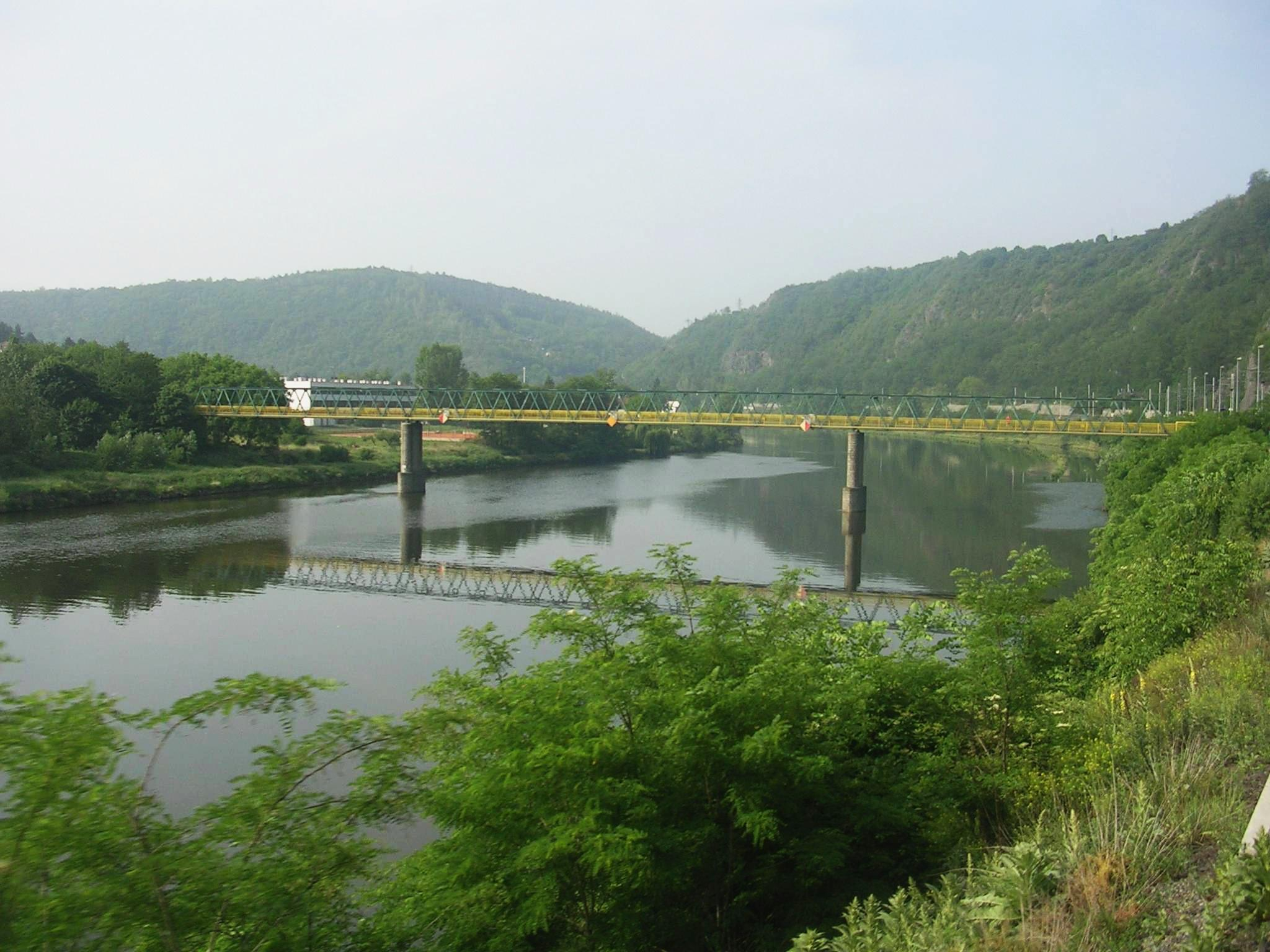
Pasarela dinspre campus spre gara Řež peste râul Vltava
Vedere panoramică spre Řež dinspre vest
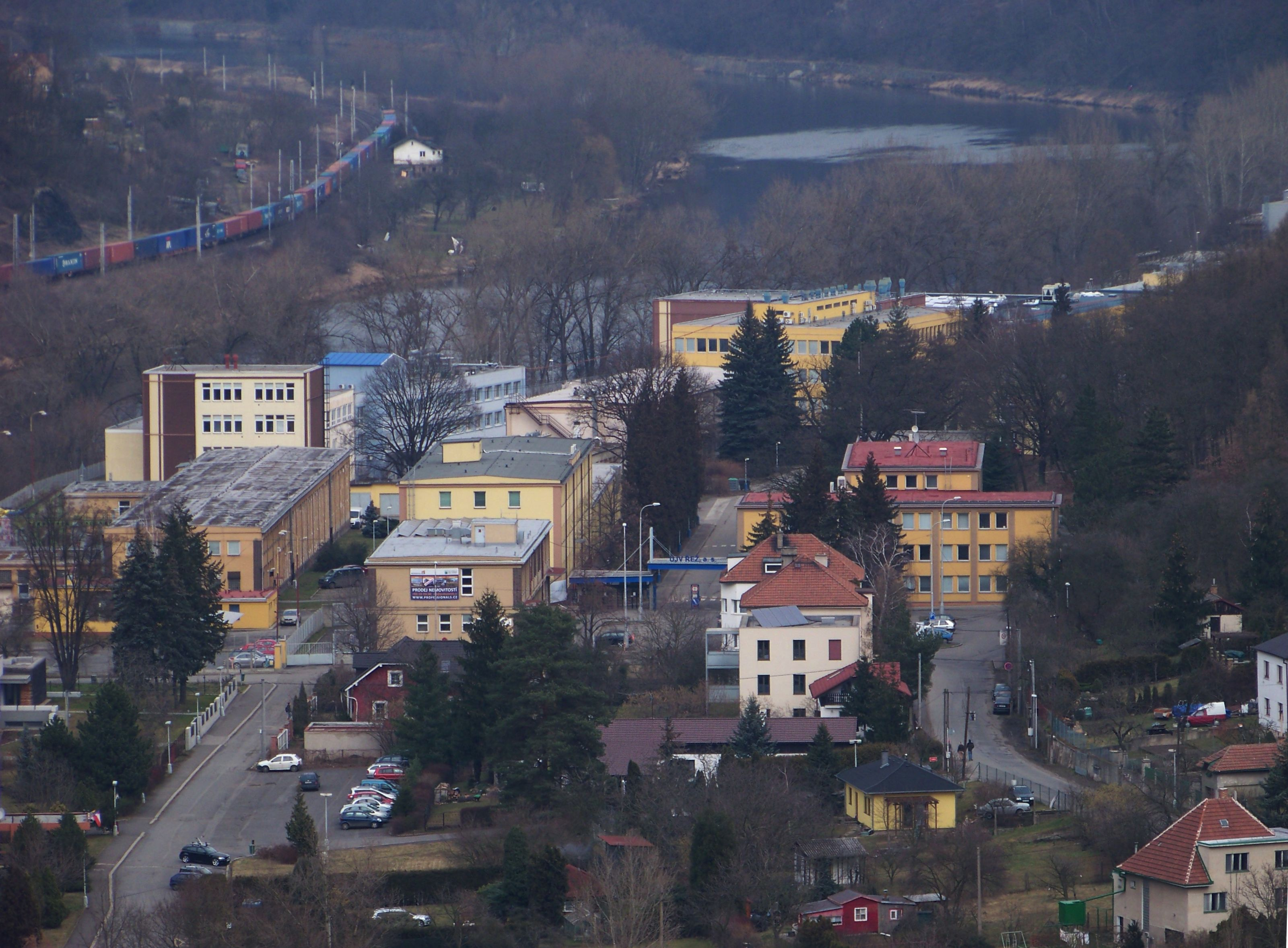
Institutul de Fizică Nucleară al ACS